# Бармотин, Сильверст Акимович
Сильве́рст Аки́мович Бармо́тин (24 декабря 1896 — ?) — советский военачальник, полковник (15.08.1939).

## Биография
Родился 24 декабря 1896 (5 января 1897) в селе Липовка (ныне Духовницкий район, Саратовская область). Русский.

### Первая мировая война
В августе 1915 года был мобилизован на военную службу и зачислен в 156-й запасной пехотный полк в городе Астрахань. В ноябре с маршевой ротой убыл на Юго-Западный фронт, где по прибытии был назначен в 42-ю артиллерийскую бригаду. В мае 1916 года там же окончил учебную команду и до ноября 1917 года воевал младшим и старшим фейерверкером, помощником командира взвода в той же бригаде в составе 117-й пехотной и 4-й Заамурской дивизий.

### Революция и Гражданская война
После демобилизации 14 января 1918 года вернулся на родину и вступил в красногвардейский отряд Баулина. В его составе помощником командира взвода воевал с белочехами и белогвардейскими отрядами в районах городов Пугачев, Самара, Троицк. В мае отряд влился в Красную армию.
С 16 декабря 1918 года служил помощником командира взвода во 2-м дивизионе им. III Интернационала 30-й стрелковой дивизии Восточного фронта. Прошел с ней с боями от Уфы до Иркутска, затем сражался под Красноярском.
Весной 1920 года убыл с ней на Южный фронт. Там в мае был переведен в 51-ю стрелковую дивизию на должность начальника связи батареи, а в сентябре назначен зав. разведкой батареи и дивизиона ударно-огневой бригады. Участвовал в боях на Южном и Кавказском фронтах.
В декабре 1921 года был командирован на учебу на 8-е Саратовские артиллерийские курсы, затем в июне 1922 года переведен в 1-ю Петроградскую артиллерийскую школу им. Красного Октября.

### Межвоенные годы
В августе 1925 года после окончания артиллерийской школы был направлен в легкий артиллерийский полк 22-й территориальной стрелковой дивизии в город Краснодар командиром взвода 2-й артиллерийской батареи, а затем переведен в учебную батарею.
В 1925 году вступил в ВКП(б).
С октября 1926 года был начальником разведки учебного дивизиона и командиром батареи в 22-м территориальном артиллерийском полку.
С ноября 1928 по июнь 1930 года проходил подготовку на артиллерийских КУКС РККА в городе Детское Село (ныне г. Пушкин). После возвращения в полк исполнял должность командира и политрука батареи.
С сентября 1930 года был помощником командира и командиром батареи курсантов во Владикавказской пехотной школе.
В марте 1933 года назначен командиром 1-го дивизиона 9-го корпусного артиллерийского полка СКВО.
В 1934 года вновь учился на артиллерийских КУКС РККА в группе командиров дивизионов, а с января по июль 1938 г. на тех же курсах прошел подготовку в группе командиров полков корпусной артиллерии. После завершения обучения был назначен старшим помощником начальника 6-го отделения 1-го отдела Управления начальника артиллерии РККА в Москве.
В октябре 1938 года переведен на должность преподавателя тактики в 1-е Ленинградское артиллерийское училище им. Красного Октября.
В феврале 1939 года назначен помощником командира по строевой части 53-го корпусного артиллерийского полка. С августа полковник Бармотин вступил в командование 275-м пушечным артиллерийским полком, входившим в состав 57-го, затем 20-го стрелковых корпусов МВО.

### Великая Отечественная война
С началом войны полк под его командованием 27 июля 1941 года выступил на фронт и участвовал в Смоленском сражении, Вяземской оборонительной операции. В ходе последней в октябре в районе Вязьмы Бармотин был тяжело ранен и оставлен в тылу противника. Здесь он сформировал партизанский отряд численностью до 700 человек и действовал с ним в районе Вязьма — Юхнов.
26 января 1942 года вышел с отрядом в районе ст. Износки — на участке 33-й армии. Затем по приказу командующего армией передал личный состав в 338-ю стрелковую дивизию, а сам убыл в Москву в отдел кадров Западного фронта, затем в Управление командующего артиллерией Красной армии.
19 апреля 1942 года назначается начальником артиллерии 139-й стрелковой дивизии, формировавшейся в городе Иваново. В середине июля дивизия прибыла на Калининский фронт под город Ржев и с 26 июля в составе 30-й армии участвовала в Ржевско-Сычевской наступательной операции.
С 24 августа 1942 года назначается командиром 139-й стрелковой дивизии, которая в это время перешла к обороне в северо-западной части города Зубцов.
18 ноября 1942 года был освобожден от исполнения должности и в декабре назначен командиром 110-й отдельной стрелковой бригады, входившей в состав 61-й армии Брянского фронта.
25 мая 1943 года переводится на должность командующего артиллерией 362-й стрелковой дивизии, находившейся в резерве в составе 25-го стрелкового корпуса. В июле дивизия была передана в 3-ю армию и в составе 80-го стрелкового корпуса участвовала в Брянской наступательной операции.
С 10 ноября 1943 года допущен к исполнению должности заместителя командующего артиллерией 25-го стрелкового корпуса 11-й армии Белорусского фронта. Участвовал с ним в Гомельско-Речицкой операции и освобождении города Гомель. По расформировании 11-й армии в конце декабря корпус был передан в 48-ю армию и участвовал в боях на бобруйском направлении. В марте — апреле находился в распоряжении 2-го Белорусского фронта, затем вновь был передан 1-му Белорусскому фронту в 69-ю армию.
В июне полковник Бармотин сформировал, затем до конца войны командовал 148-й армейской пушечной артиллерийской бригадой. Воевал с ней в 70-й армии на 1-м, а с 19 ноября 1944 года — 2-м Белорусских фронтах. Участвовал в Белорусской, Люблин-Брестской, Восточно-Прусской, Восточно-Померанской и Берлинской наступательных операциях. За успешные бои по освобождению города Брест бригада получила наименование «Брестская» и была награждена орденом Суворова 3-й степени.

### Послевоенная карьера
После войны продолжал командовать этой бригадой в составе 34-й пушечной артиллерийской дивизии ГСОВГ. 13 августа 1945 года был снят с должности и в ноябре назначен заместителем командира 571-й дивизионной артиллерийской бригады.
24 июля 1946 года уволен в запас.

## Награды
- орден Ленина (21.02.1945)
- два ордена Красного Знамени (20.08.1943, 03.11.1944)
- орден Кутузова II степени (23.08.1944)
- орден Богдана Хмельницкого II степени (23.04.1945)

- Медали СССР:
  - «За отвагу» (10.08.1942)
  - «XX лет Рабоче-Крестьянской Красной Армии» (1938)
  - «За оборону Москвы» (1945)
  - «За победу над Германией в Великой Отечественной войне 1941—1945 гг.» (1945)

Приказы (благодарности) Верховного Главнокомандующего в которых отмечен Бармотин С. А.
- За овладение областным центром Белоруссии городом и крепостью Брест (Брест-Литовск) — оперативно важным железнодорожным узлом и мощным укрепленным районом обороны немцев на варшавском направлении. 28 июля 1944 года № 157
- За овладение штурмом городом Пшасныш (Прасныш), городом и крепостью Модлин (Новогеоргиевск) — важными узлами коммуникаций и опорными пунктами обороны немцев, а также с боями заняли более 1000 других населенных пунктов. 18 января 1945 года. № 226
- За овладение городами Хойнице (Конитц) и Тухоля (Тухель) — крупными узлами коммуникаций и сильными опорными пунктами обороны немцев в западной части Польши. 15 февраля 1945 года. № 280
- За овладение городом и крепостью Гданьск (Данциг) — важнейшим портом и первоклассной военно-морской базой немцев на Балтийском море. 30 марта 1945 года. № 319.
- За овладение главным городом Померании и крупным морским портом Штеттин, а также заняли города Гартц, Пенкун, Казеков, Шведт. 26 апреля 1945 года. № 344
- За овладение городами Пренцлау, Ангермюнде — важными опорными пунктами обороны немцев в Западной Померании. 27 апреля 1945 года. № 348
- За овладение городами и важными узлами дорог Анклам, Фридланд, Нойбранденбург, Лихен и вступление на территорию провинции Мекленбург. 29 апреля 1945 года. № 351
- За овладение городами Штральзунд, Гриммен, Деммин, Мальхин, Варен, Везенберг — важными узлами дорог и сильными опорными пунктами обороны немцев. 1 мая 1945 года. № 354